# 大浜海岸 (洲本市)

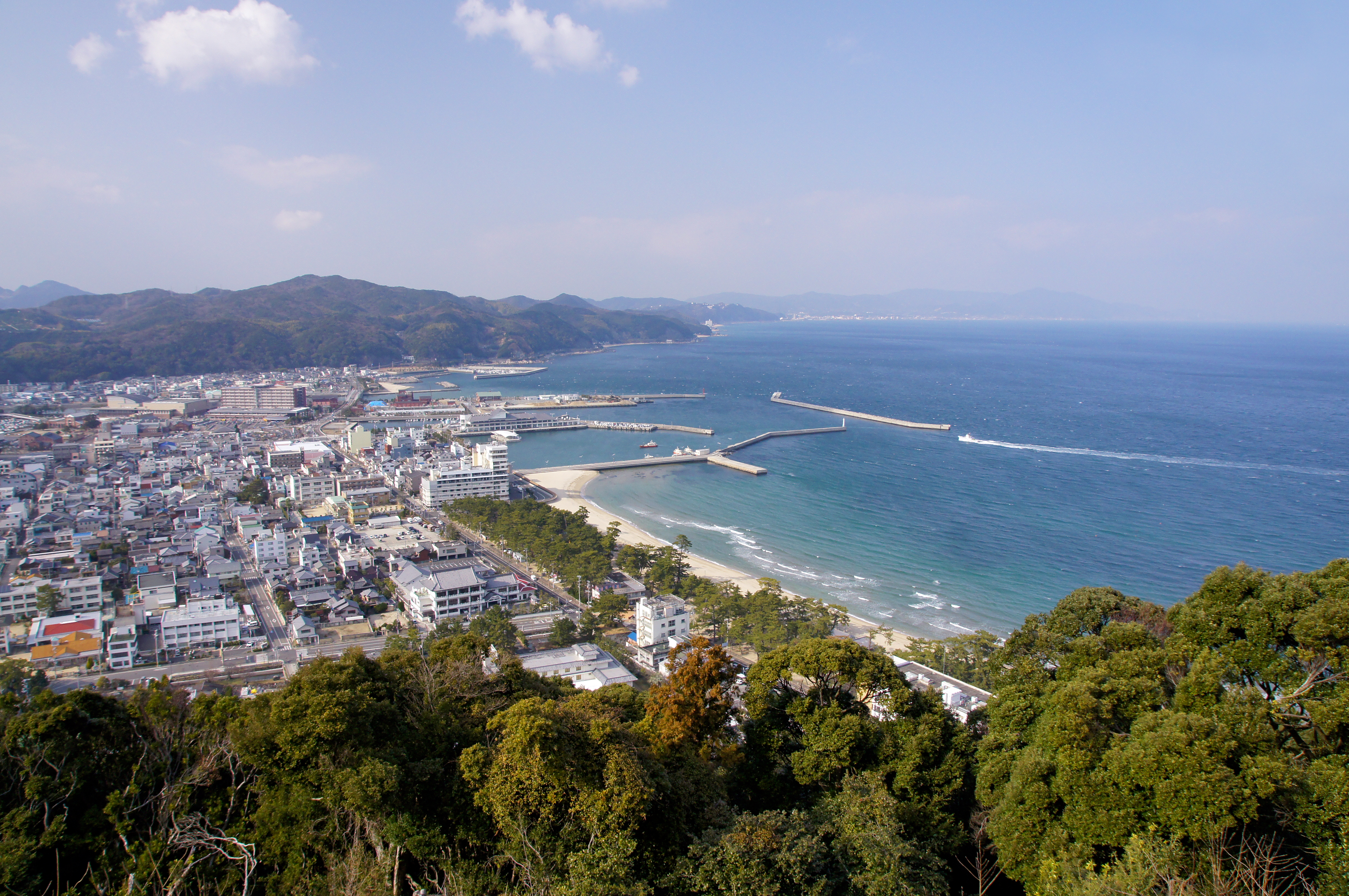
洲本八景「大浜を大観」の構図

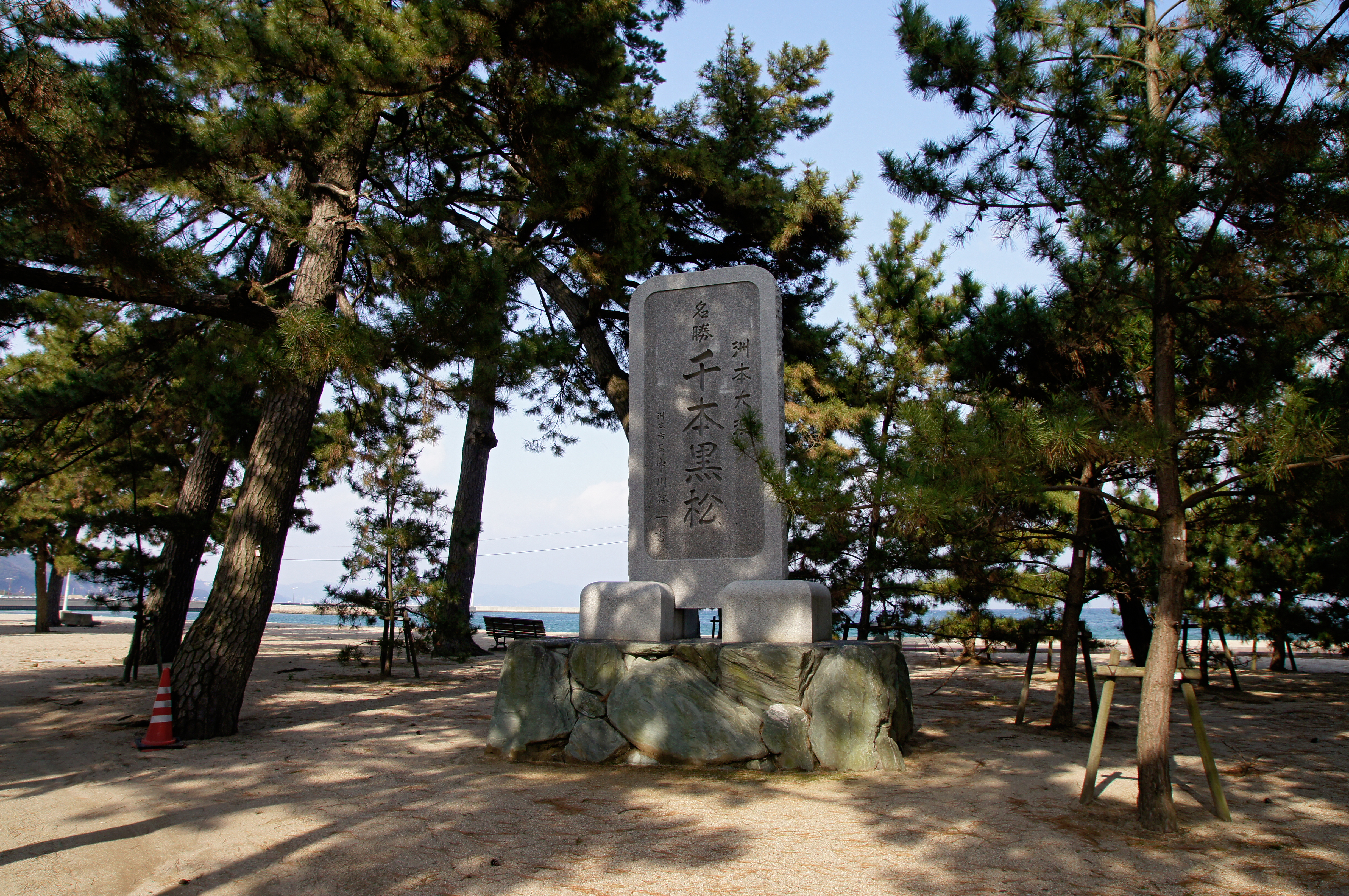
千本黒松の石碑

大浜海岸（おおはまかいがん）は兵庫県洲本市にある白砂青松の砂浜海岸。大浜公園、三熊公園とも呼ばれる。慶野松原と並ぶ淡路島を代表する景勝海岸で、一帯は瀬戸内海国立公園に属する。

## 概要
淡路島の東海岸の南、洲本市新都心ゾーンと洲本温泉街を結ぶ位置にある。
遠浅の砂浜は南北750メートルあり、その背後に洲本城を頂く三熊山が迫る。砂の色は白く、砂浜には松原が続く、文字通りの白砂青松海岸である。当海岸に開設される大浜海水浴場は、環境省の「快水浴場百選」に選定されている。
かつて浜には遥かに多くの黒松が生い茂り、「洲本大浜千本黒松」と呼ばれる景観であった。この黒松の減少に歯止めをかけ、かつての景観を取り戻すべく、2001年から洲本ライオンズクラブにより毎年植樹が行われている。
2022年海水浴場に日本最大級の海上アスレチックであるフロリックシーアドベンチャーパーク淡路島がオープンした。

## 催事
- 淡路島まつり花火大会

## 施設
- ビーチハウス - 売店、シャワー室、更衣室、コインロッカー等
- 貸し馬 - 馬に乗って大浜海岸と三熊山の往復。

## 交通アクセス
- 阪急三番街高速バスターミナル・三ノ宮駅・高速舞子バスストップから高速バス「洲本高速バスセンター」行きで約50分、終点下車、徒歩3分
- 徳島駅から高速バス「洲本高速バスセンター」行きで75分、終点下車、徒歩3分
- 洲本港 徒歩1分

## 周辺
- 洲本城（隣接）
- 洲本市立淡路文化史料館（隣接）
- 洲本温泉（隣接）
- 洲本市民広場 - 洲本アルチザンスクエア、洲本市立洲本図書館、淡路ごちそう館御食国、旧鐘紡洲本工場原綿倉庫（徒歩6分）
- 洲本健康福祉館（徒歩6分）
- 兵庫県立淡路医療センター（徒歩6分）